# Signe Søes

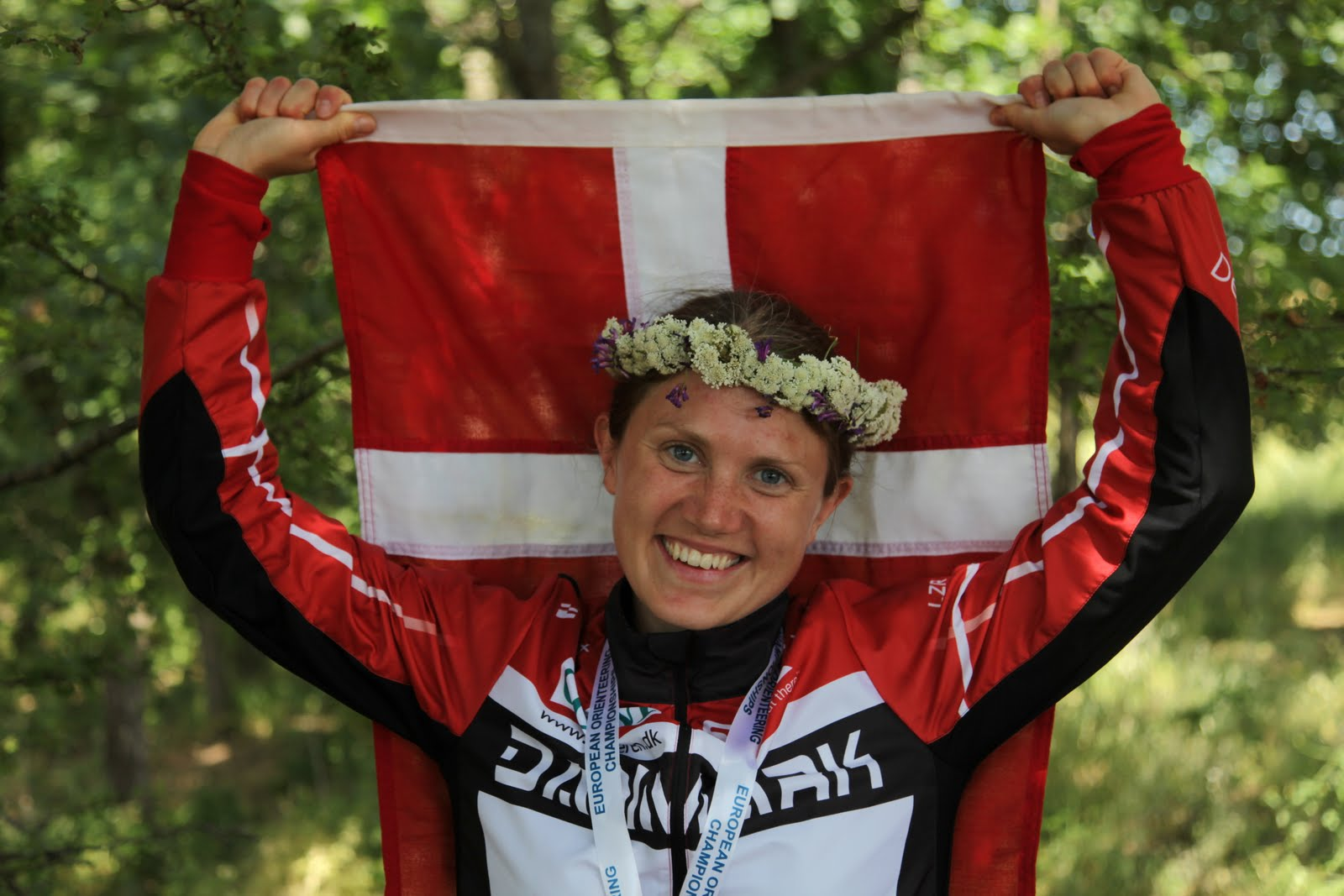
Signe Søes, 2010

Signe Søes (* 8. April 1983) ist eine dänische Orientierungsläuferin.
Søes wurde 2003 Vizeweltmeisterin der Juniorinnen hinter der Finnin Laura Hokka. Im Jahr darauf absolvierte sie ihre ersten Europa- und Weltmeisterschaften, ohne sich dabei jedoch im Vorderfeld platzieren zu können. Allmählich gelang ihr aber, den Anschluss an die Weltspitze zu erreichen. 2008 kam sie bei den Europa- und Weltmeisterschaften erstmals bei Einzelrennen unter die ersten zehn. Die Weltcupsaison 2008 beendete sie sogar auf dem fünften Platz. 2009 erreichte sie in Miskolc in Ungarn mit Platz vier ihr bislang bestes Ergebnis bei einer Weltmeisterschaft. 2010 wurde sie Vizeeuropameisterin auf der Mitteldistanz, lediglich geschlagen von der Schweizer Weltklasseläuferin Simone Niggli.
2014 gewann sie in der Staffel von OK Pan Århus mit Emma Klingenberg, Maja Alm und Ida Bobach die Venla. Sie hat einen Zwillingsbruder, Rasmus Søes, der ebenfalls Orientierungsläufer ist. Mit IFK Lidingö gewann sie 2011 die schwedische Staffelmeisterschaft.

## Platzierungen
| Weltmeisterschaften | Sprint | Mittel | Lang | Staffel |
| ------------------- | ------ | ------ | ---- | ------- |
| 2004 Västerås       |        | 29.    | 32.  | 8.      |
| 2005 Aichi          | 29.    | 21.    |      | 10.     |
| 2006 Aarhus         |        | 24.    | 23.  | 14.     |
| 2007 Kiew           |        | 15.    | 13.  | 8.      |
| 2008 Olomouc        | 7.     | 22.    | 5.   | 20.     |
| 2009 Miskolc        | 4.     | 10.    | 12.  |         |
| 2010 Trondheim      | 11.    | 7.     |      | 5.      |
| 2011 Savoie         |        | 26.    | 7.   | 5.      |

| Europameisterschaften | Sprint | Mittel | Lang | Staffel |
| --------------------- | ------ | ------ | ---- | ------- |
| 2004 Roskilde         |        | 27.    |      | 8.      |
| 2006 Otepää           |        | 19.    | 21.  | 12.     |
| 2008 Ventspils        | 9.     | 5.     | dsq  | 10.     |
| 2010 Primorsko        | 6.     | 2.     |      |         |
| 2012 Falun & Mora     |        |        |      |         |

| World Games    | Sprint | Mittel | Staffel |
| -------------- | ------ | ------ | ------- |
| 2005 Duisburg  |        | 24.    | 12.     |
| 2009 Kaohsiung | 13.    | 4.     | 5.      |

| Junioren-WM               | Sprint | Mittel | Lang | Staffel |
| ------------------------- | ------ | ------ | ---- | ------- |
| 1999 Warna                |        | 44.    | 41.  | 14.     |
| 2000 Nove Mesto na Morave |        | 28.    | 31.  | 7.      |
| 2001 Miskolc              |        | 5.     | 28.  | 13.     |
| 2002 Alicante             |        | 36.    | 30.  |         |
| 2003 Põlva                |        | 2.     | 35.  |         |

| Gesamt-Weltcup | Gesamt-Weltcup |
| -------------- | -------------- |
| 2004           | 46.            |
| 2005           | 24.            |
| 2006           | 14.            |
| 2007           | 13.            |
| 2008           | 5.             |
| 2009           | 6.             |
| 2010           | 18.            |
| 2011           | 9.             |